# Chuflay
Chuflay es una bebida típica boliviana, es uno de los cócteles más populares en el país.

## Preparación
Se compone habitualmente de un cuarto de singani, hielo y gaseosa Ginger Ale, decorada con una rodaja de limón.

## Historia
El chuflay nace entre finales del siglo XIX e inicios del siglo XX, en el ámbito de los emprendimientos de tendido de vías de ferrocarril boliviano y manejo de transporte ferroviario en general, que tienen lugar en esa época. Se cuenta que la bebida preferida de los funcionarios ferroviarios, en su mayoría ingleses, era el "Gin & Gin", combinación de ginebra y ginger ale. La provisión de estos ingredientes, importados a Bolivia, no era fácil, y en particular la ginebra tendía a escasear. En esas circunstancias, los consumidores de esta bebida comenzaron a reemplazar la ginebra por un aguardiente local, un destilado de uva moscatel originario de los valles del sur de Bolivia, llamado singani.

## Denominación
A esta nueva combinación de singani y ginger ale, se la llamó "short fly", término que en el argot ferroviario da nombre a "una via temporal, usualmente construida en torno a un área inundada, una avería u otro obstáculo". 
El término utilizado por los ingenieros ingleses era "Short Fly" un término del ámbito de los ferrocarriles, utilizado para denominar a los atajos y se le decía así, porque la bebida los embriagaba rápidamente. Los bolivianos al escuchar "Short Fly" los transformaron, castellanizándolo como "Chuflay".
Esta analogía se debía a que el singani era un reemplazo temporal frente a la escasez de ginebra. El nombre fue posteriormente castellanizado como "chuflay" por las poblaciones locales que entraron en contacto con este trago, que gradualmente fue convertido en una bebida emblemática de Bolivia.
Se asocia comúnmente al juego de dados llamado cacho. Se consume en varias regiones de Bolivia, como en los departamentos de La Paz, Potosí, Oruro, Cochabamba, Chuquisaca, Santa Cruz y Tarija.